# Smouha Sporting Club
El Smouha SC es un equipo de fútbol de Egipto que milita en la Primera División de Egipto, la liga de fútbol más importante del país.

## Historia
Fue fundado en el año 1949 en la ciudad de Alejandría por Joseph Smouha como un club multideportivo con secciones en gimnasia y natación, además de fútbol.
Lograron ascender por primera vez a la Primera División de Egipto para la temporada 2010/11 luego de ganar 7-1 su partido ante el Abu Qair Semad el 18 de abril de 2010. Su mejor temporada en la máxima categoría fue la del 2013/14, en la cual obtuvieron el subcampeonato, solo por detrás del Al-Ahly SC, clasificando por primera ocasión a un torneo internacional, la Liga de Campeones de la CAF 2015.

## Jugadores

#### Plantilla: 2024-25
- Actualizado al 14 de noviembre de 2024[4]

## Entrenadores
- Tarek El Ashri (septiembre de 2022–enero de 2023)
- Ahmed Samy (enero de 2023–)

## Participación en competiciones de la CAF
| Temporada | Torneo                       | Ronda          | Club                | Casa | Visita | Global      |
| --------- | ---------------------------- | -------------- | ------------------- | ---- | ------ | ----------- |
| 2015      | Liga de Campeones de la CAF  | Preliminar     | Al Ahli Tripoli     | 1-0  | 0-1    | 1-1 (5-3 p) |
| 2015      | Liga de Campeones de la CAF  | 1              | Enyimba FC          | 2-0  | 0-1    | 2-1         |
| 2015      | Liga de Campeones de la CAF  | 2              | AC Léopards         | 2-0  | 0-1    | 2-1         |
| 2015      | Liga de Campeones de la CAF  | Fase de grupos | TP Mazembe          | 0-2  | 0-1    | 4º Lugar    |
| 2015      | Liga de Campeones de la CAF  | Fase de grupos | Al-Hilal Omdurmán   | 1-1  | 0-1    | 4º Lugar    |
| 2015      | Liga de Campeones de la CAF  | Fase de grupos | Moghreb Tetouan     | 3-2  | 1-2    | 4º Lugar    |
| 2017      | Copa Confederación de la CAF | 1              | Ulinzi Stars        | 4-0  | 0-3    | 4-3         |
| 2017      | Copa Confederación de la CAF | Playoff        | Bidvest Wits FC     | 1-0  | 0-0    | 1-0         |
| 2017      | Copa Confederación de la CAF | Fase de grupos | ZESCO United        | 1-1  | 0-1    | 4º Lugar    |
| 2017      | Copa Confederación de la CAF | Fase de grupos | Al-Hilal Al-Ubayyid | 1-1  | 1-2    | 4º Lugar    |
| 2017      | Copa Confederación de la CAF | Fase de grupos | CRD do Libolo       | 2-0  | 0-0    | 4º Lugar    |